# Dixit

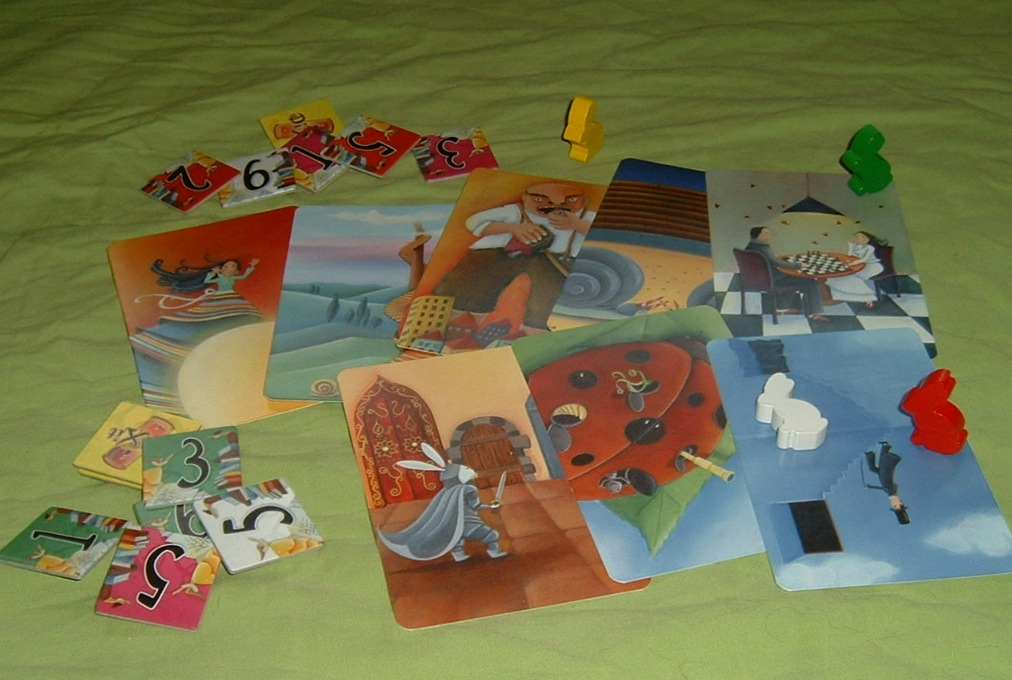
Componenti del gioco

Dixit è un gioco di carte di Jean-Louis Roubira e illustrato da Marie Cardouat, pubblicato nel 2008 da Libellud in Francia e da Asterion Press in Italia.
Il gioco ha vinto vari premi dedicati ai giochi: nel 2009 il premio As d'Or - Jeu de l'Année in Francia e il premio Juego del Año in Spagna, nel 2010 il prestigioso premio Spiel des Jahres in Germania.

## Descrizione
La base del gioco sono le carte immagine, illustrazioni fantasiose ed evocative, che si prestano a diverse interpretazioni. 
All'inizio del gioco i giocatori ricevono sei carte a testa e i segnalini voto dal numero 1 al numero dei giocatori, ad esempio se ci sono quattro giocatori ricevono i segnalini dall'uno al quattro.
In ogni turno uno dei giocatori ha il ruolo del narratore: sceglie una carta dalla propria mano e dice agli altri una frase in relazione con l'immagine raffigurata, quindi ogni giocatore sceglie una carta tra le proprie che sia in relazione con la frase pronunciata dal narratore e la consegna coperta al narratore. Il narratore mescola le carte di tutti i giocatori e la propria, poi le posiziona scoperte sul tavolo.
Tutti i giocatori tranne il narratore posizionano una carta segnalino con il numero corrispondente alla carta che essi credono sia stata giocata dal narratore e infine vengono scoperte.
A quel punto il narratore rivela qual è la carta giocata da lui e tutti coloro che hanno indovinato ricevono tre punti. Se almeno una persona ha indovinato, anche il narratore riceve tre punti. Il narratore deve pronunciare una frase legata alla carta scelta in modo né troppo palese né troppo difficile, perché sia nel caso in cui tutti indovinino la sua carta sia nel caso in cui nessuno la indovini egli non riceve punti mentre gli altri giocatori ricevono due punti. Inoltre ogni giocatore, tranne il narratore, prende un punto per ogni giocatore che ha indicato la sua carta.
Al termine di una manche tutti i giocatori pescano una carta in modo da averne sempre in mano sei e il ruolo del narratore passa al giocatore a sinistra del narratore precedente.
Il giocatore che per primo arriva a trenta punti vince la partita.

## Espansioni
Ad oggi, visto il grande successo del gioco, sono state pubblicate 14 espansioni da 84 carte, per un totale di 1260 carte. Oltre alle espansioni ufficiali sottoelencate sono state anche pubblicate carte promo uscite in varie occasioni, eventi o incluse in altri prodotti della linea Dixit (puzzle).
- 2010 - Dixit: Quest (conosciuto anche come Dixit 2). Espansione che aggiunge 84 nuove carte con illustrazioni di Marie Cardouat.
- 2011 - Dixit: Odyssey. Espansione, giocabile anche a sé stante da 3 a 12 giocatori, che aggiunge 84 nuove carte con illustrazioni di Marie Cardouat e Pierô.
- 2012 - Dixit: Journey (conosciuto anche come Dixit 3). Espansione che aggiunge 84 nuove carte con illustrazioni di Xavier Collette.
- 2013 - Dixit: Origins (conosciuto anche come Dixit 4). Espansione che aggiunge 84 nuove carte con illustrazioni di Clément Lefevre.
- 2014 - Dixit: Daydreams (conosciuto anche come Dixit 5). Espansione che aggiunge 84 nuove carte con illustrazioni di Franck Dion.
- 2015 - Dixit: Memories (conosciuto anche come Dixit 6). Espansione che aggiunge 84 nuove carte con illustrazioni di Carine Hinder e Jèrôme Péllissier.
- 2016 - Dixit: Revelations (conosciuto anche come Dixit 7). Espansione che aggiunge 84 nuove carte con illustrazioni di Jean-Louis Roubira e Marina Coudray.
- 2017 - Dixit: Harmonies (conosciuto anche come Dixit 8). Espansione che aggiunge 84 nuove carte con illustrazioni di Paul Echegoyen.
- 2018 - Dixit: Anniversary  (conosciuto anche come Dixit: 10th Anniversary). Espansione che aggiunge 84 nuove carte disegnate da tutti gli artisti delle precedenti edizioni.
- 2020 - Dixit: Mirrors (conosciuto anche come Dixit 10). Espansione che aggiunge 84 nuove carte con illustrazioni di Sébastien Telleschi.
- 2021 - Stella: Dixit Universe. Spin-off di Dixit, giocabile anche a sé stante da 3 a 6 giocatori, che aggiunge 84 nuove carte con illustrazioni di Jérôme Pelissier.
- 2023 - Dixit: MNK. Espansione che aggiunge 84 nuove carte raffiguranti opere d'arte esposte nel Museo nazionale di Cracovia.[3]
- 2023 - Dixit: Disney. Espansione, giocabile anche a sé stante da 3 a 6 giocatori, che aggiunge 84 nuove carte con illustrazioni di Natalie Dombois.
- 2024 - Dixit: Cérémonie. Espansione a tiratura limitata, giocabile anche a sé stante da 3 a 8 giocatori, che aggiunge 84 nuove carte raffiguranti copertine di famosi giochi da tavolo.

## Premi e riconoscimenti
- 2009
  - As d'Or - Jeu de l'Année: gioco vincitore[1];
  - Juego del Año: vincitore;
- 2010
  - Spiel des Jahres, Gioco dell'Anno[2];
  - Miglior gioco per famiglie al Best of Show di Lucca Games;
- 2011 - BoardGameGeek Golden Geek, Miglior party game (per Dixit Odyssey)[4].